# 豊平交通
豊平交通（とよひらこうつう）は、広島県山県郡北広島町戸谷に本拠を持つ路線バス・観光バス・タクシー会社である。
平成31年3月31日付にてホープバス協同組合を脱退。

## 事業所
- 本社営業所
  - 広島県山県郡北広島町戸谷1123番地2
- 西風新都営業所
  - 広島県広島市佐伯区石内北5丁目4-18

## 運行路線

### 乗合バス

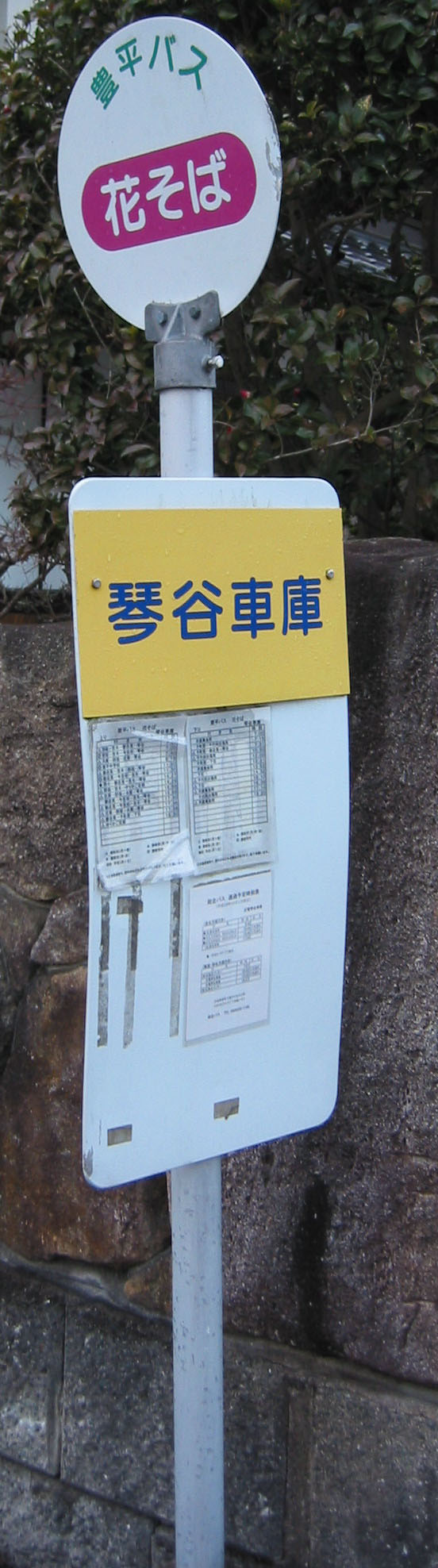
「花そば」のバス停（2007年）

#### 豊平バス花そば
- 運賃は以下の通りとなっている。
  - 以下の場合は大人300円、小学生・幼児150円、大人障害者等150円、小学生・幼児障害者等80円、乳児は無料。
    - 豊平地域内のみ、または千代田地域内のみの場合。

  - 豊平地域と千代田地域にまたがる場合は大人400円、小学生・幼児200円、大人障害者等200円、小学生・幼児障害者等100円、乳児は無料。
- 全便日曜日・祝日・お盆・年末年始運休。

豊平千代田線
- 今吉田 - 若林 - 烏帽子 - 豊平病院 - 瀬山 - どんぐり荘 - 豊平中学校 - 豊平支所 - 琴谷車庫 - 中原神社 - 豊平東小学校前 - 志路原 - 海応寺 - 下石 - 蔵迫 - 壬生口 - 北広島町役場前 - 千代田ICバスセンター - 壬生小学校

下石線
- 豊平中学校 - 豊平支所 - 琴谷車庫 - 豊平東小学校 - 志路原 - 海応寺 - 下石

吉木長笹線
- 琴谷車庫 - 豊平支所 - 豊平西小学校 - 豊平中学校 - どんぐり荘 - 瀬山 - 豊平南小学校 - 豊平病院 - 吉木 - 長笹入口 - 豊平西小学校 - 豊平支所 - 琴谷車庫

今吉田線
- 琴谷車庫 - 豊平支所 - 豊平西小学校 - 豊平中学校 - どんぐり荘 - 瀬山 - 豊平南小学校 - 豊平病院 - 阿坂 - 烏帽子 - 落合 - 今吉田 - 中和

### ホープタクシー豊平（乗合タクシー）
- ホープタクシーは乗合タクシーであるが、法律上は一般乗用旅客自動車運送事業（タクシー）ではなく、一般乗合旅客自動車運送事業（乗合バス）として扱われる。
- 利用の際は予約センターへの電話予約が必要。
- 運賃は大人500円、小学生・幼児250円、乳児は無料。
  - 他路線への乗り継ぎの場合は大人200円、小学生・幼児100円を加算。
- 全便日曜日・祝日・お盆・年末年始運休。

北部エリア
- 下石線
  - 豊平病院 - 豊平南小学校 - 瀬山 - どんぐり荘 - 豊平中学校 - 豊平支所 - 琴谷車庫 - 豊平東小学校 - 志路原 - 海応寺 - 下石
- 共盛線
  - 豊平病院 - 豊平南小学校 - 瀬山 - どんぐり荘 - 豊平中学校 - 豊平支所 - 共盛集会所

南部エリア
- 戸谷・吉木・長笹線
  - 豊平支所 - 豊平中学校 - どんぐり荘 - 瀬山 - 豊平南小学校 - 豊平病院 - 吉木 - 長笹入口 - 豊平西小学校 - 戸谷 - 豊平支所
- 阿坂・今吉田線
  - 豊平支所 - 豊平中学校 - どんぐり荘 - 瀬山 - 豊平南小学校 - 豊平病院 - 阿坂 - 烏帽子 - 落合 - 今吉田 - 中和 - 今吉田 - 若林 - 烏帽子 - 豊平病院 - 豊平南小学校 - 瀬山 - どんぐり荘 - 豊平中学校 - 豊平支所

## 貸切バス
- 大型車はホープバス共同組合共通塗装を採用していたが、2019年3月31日より中型車に採用されていたブルーを基調としたバスカラーに統一。